# Cabo Rasmussen
Cabo Rasmussen är en udde i Antarktis. Den ligger i Västantarktis. Argentina, Chile och Storbritannien gör anspråk på området.
Terrängen inåt land är kuperad österut, men åt sydväst är den platt. Havet är nära Cabo Rasmussen västerut. Trakten är glest befolkad. Närmaste befolkade plats är Vernadsky Station, 8,0 kilometer väster om Cabo Rasmussen. 